# Albert Kok
Albert Kok (Singapore, 1 oktober 1939) is een Nederlandse psycholoog. Van 1987 tot 2004 was hij hoogleraar fysiologische psychologie aan de Universiteit van Amsterdam.

## Levensloop
Na zijn studie aan de Universiteit Leiden vervulde Kok zijn dienstplicht als psycholoog bij de officiersselectie. Van 1968 tot 1971 werkte hij bij het Instituut voor Clinische en Industriële Psychologie (ICIP) aan de Universiteit van Utrecht en daarna, tot 1986 aan de afdeling psychologie van de Vrije Universiteit te Amsterdam, waar hij in 1976 zijn proefschrift verdedigde. In 1987 werd hij benoemd tot hoogleraar aan de Universiteit van Amsterdam. In 2004 ging hij met emeritaat.
Kok was voorzitter van de Nederlandse Vereniging van Psychofysiologie en de Nederlandse Vereniging voor Psychonomie. Ook maakte hij deel uit van de board of directors van de Society for Psychophysiological Research (USA).
Zijn onderzoek richtte zich op de psychofysiologische en neurobiologische aspecten van selectieve aandacht en controle- en inhibitieprocessen. Zijn huidige belangstelling gaat vooral uit naar  de integratie van cognitieve psychologie en neurowetenschap en de daarmee samenhangende neurofilosofische theorievorming.  

## Persoonlijk
Albert Kok is getrouwd en woont in Amsterdam.

## Boeken
- Functions of the Brain – A Conceptual Approach to Cognitive Neuroscience